# NGC 6433
NGC 6433 is een spiraalvormig sterrenstelsel in het sterrenbeeld Hercules. Het hemelobject werd op 9 juli 1864 ontdekt door de Duitse astronoom Albert Marth.

## Synoniemen
- UGC 10962
- MCG 6-39-15
- ZWG 199.13
- IRAS 17422+3649
- PGC 60766